# Чансон
Чансо́н (кор. 장성군?, 長城郡?, Jangseong-gun) — уезд в провинции Чолла-Намдо, Южная Корея.

## Города-побратимы
Чансон является городом-побратимом следующих городов:
- Чунку, Сеул, Республика Корея
- Хаман, провинция Кёнсан-Намдо, Республика Корея
- Квачхон, провинция Кёнгидо, Республика Корея